# Nivy

Lage von Nivy in Bratislava

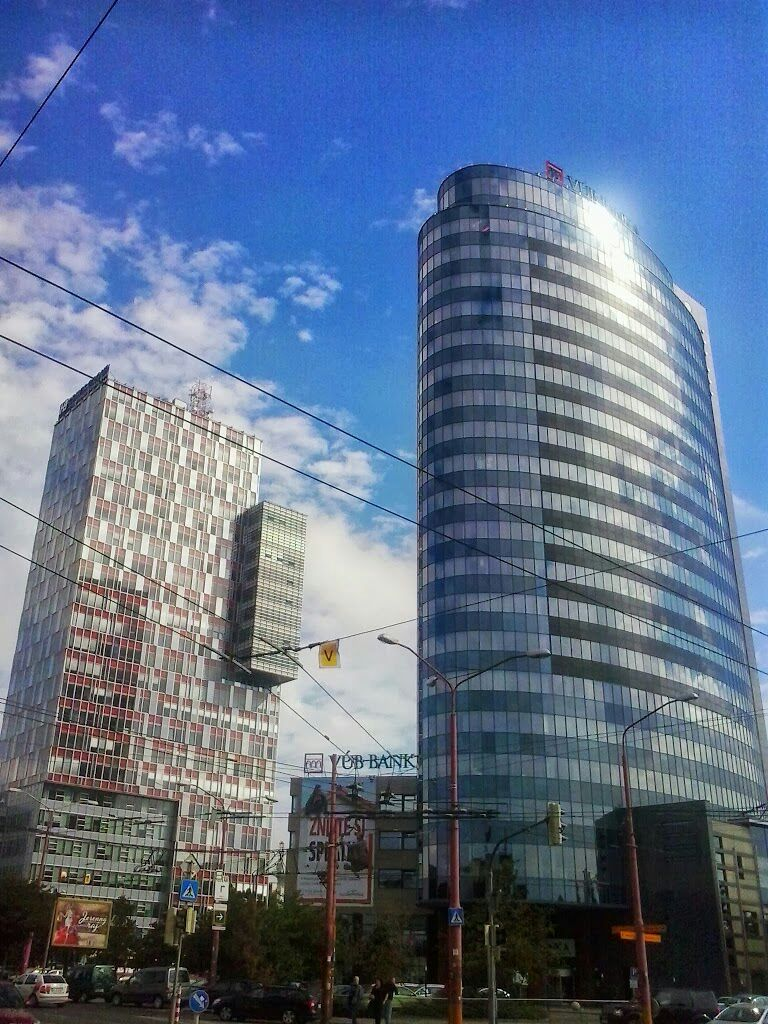
Bürohochhäuser in Nivy

Nivy (['ɲiʋi]; wörtlich „Auen“; deutsch Mühlau) ist eine der 20 Katastralgemeinden der slowakischen Hauptstadt Bratislava und eines der Stadtviertel des Stadtteils Ružinov. Sie ist begrenzt durch die Straße Karadžičova im Westen, Krížna und Trnavská im Norden, Bajkalská und Hraničná im Osten und die Kleine Donau beziehungsweise Donau im Süden. Bis auf den Teil zwischen den Straßen Mlynské nivy, Košická und Pribinova im Stadtteil Staré Mesto umfasst Nivy auch das Gebiet der ersten Industriezone der Stadt, die in der Nähe des Hafens entstand. Die Größe der Katastralgemeinde beträgt 7,413 km².
Bis zum 19. Jahrhundert, als Regulierungsarbeiten an der Donau in Gang genommen wurden, floss einer der Arme des Stroms, zeitweise Mühlauer Arm (oder Kleiner Neuhäusler Arm) genannt, durch das Gebiet. Die Mühl Au selbst lag auf einer Flussinsel. Als 1892 die Arme im Zuge der Donauregulierung zugeschüttet wurden und das Gelände geebnet wurde, begann eine Umwandlung des Gebiets in eine Industriezone nahe der nur ein Jahr vorher eröffneten Bahnstrecke von Pressburg nach Steinamanger und des Neustädter Bahnhofs (später Bahnhof Bratislava-Nové Mesto beziehungsweise Bratislava-Nivy, in den 1980er Jahren eingestellt). 1897 begann der Bau des Winterhafens.
Bis in die 1950er Jahre wurde der Nordteil der Katastralgemeinde durch Wohngebiete bebaut, hierzu gehört das Projekt 500 bytov sowie weitere Wohnbauten entlang der Straßen Miletičova und Trnavská.
Seit den 1990er Jahren unterliegt Nivy erneut einem Wandel, diesmal vom Industriegebiet in ein gemischtes Wohn- und Bürogebiet. Am Donauufer befindet sich das Einkaufszentrum Eurovea, die Fortsetzung Eurovea 2 ist in Bau. Die Bautätigkeit konzentriert sich insbesondere entlang der Straße Mlynské nivy. Dort befand sich von 1983 bis 2017 der Busbahnhof Mlynské nivy (Autobusová stanica Mlynské nivy), der zentrale Busbahnhof von Bratislava. Dieser wurde nach fast vierjähriger Bauzeit durch den neuen Busbahnhof Nivy (Stanica Nivy) ersetzt und am 30. September 2021 eröffnet. Dazu gibt es Überlegungen, in Nivy eine neue Straßenbahnlinie entlang der Straßen Pribinova, Košická und Miletičova zu bauen, um das Gebiet besser durch ÖPNV zu erschließen.
Die Apollo-Brücke von Petržalka führt direkt in das Gebiet und wird als Straße Košická fortgesetzt. Außerdem betrifft der 2021 vollendete Bau der Schnellstraße R7 das Gebiet, da die Straßen Bajkalská und Prístavná den Schnellstraßenverkehr aufnehmen, zudem ist die R7 an der zum Autobahnknoten umgebauten Anschlussstelle Bratislava-Nivy (vorher Bratislava-Prievoz) mit der Autobahn D1 verknüpft.